# Ceratogomphus pictus
Espèce
Statut de conservation UICN

 LC  : Préoccupation mineure
 IUCN3.1
Ceratogomphus pictus est une espèce de libellules de la famille des Gomphidae (sous-ordre des Anisoptères, ordre des Odonates). On la trouve dans le Sud de l'Afrique dans des habitats de type grandes ou ruisseaux à débuts lents. Elle porte le nom vernaculaire anglais de Common thorntail.

## Description

### Taxonomie
Ceratogomphus pictus est, avec Ceratogomphus triceraticus, l'une des deux espèces du genre Ceratogomphus compris dans la famille des Gomphidae appartenant au sous-ordre des Anisoptères dans l'ordre des Odonates. La taxonomie des Gomphidae reste problématique à l'exception de quelques genres dont Ceratogomphus qui semblent bien homogènes.  L'espèce Ceratogomphus pictus a été décrite par Hermann August Hagen dans l'article d'Edmond de Sélys Longchamps en 1854. 

### Description
Cette libellule mesure 46 à 53 mm de long, avec une envergure de 60 à 69 mm. La face est jaune avec des bandes noires et les yeux sont bleu grisâtre. Le synthorax a de larges rayures grises et jaune verdâtre bordées de fines lignes noires. Les segments 1 à 7 de l'abdomen ont des anneaux noirs et jaunes brisés, et le segment 8 a de grandes foliations jaunes avec des bords noirs. Le segment 10 a une épine pointue pointant vers l'avant qui s'étend au-dessus du segment 9.

## Répartition
Cette espèce se retrouve principalement dans le Sud de l'Afrique surtout en Afrique du Sud, en Namibie et en Zimbabwe mais également au Botswana, au Mozambique et en Zambie et peut-être en République démocratique du Congo (un signalement isolé au Katanga).

## Habitat
Ses habitats naturels sont les bords de grandes mares et de ruisseaux à débit lent.